# 코트니 호지스
장군 코트니 힉스 호지스 (1887년 1월 5일 – 1966년 1월 16일)는 미국 육군의 훈장을 받은 장교 중 1명으로, 그의 두드러진 역할은 서부 전선에서 미국 제1군을 지휘했을 때였다. 그는 팔레즈 포위전, 벌지 전투, 휘르트겐 숲 전투 등 서부 전선의 중요한 전투에서 맹활약했다. 그의 경력에 힘입어 호지스는 일병에서 장군으로 진급했다. 1949년 군에서 퇴역했다.

## 젊은 시절과 군 경력
호지스는 아버지가 작은 마을의 신문사를 경영하고 있던 미국 조지아 주의 페리에서 태어났다. 그는 미국 육군사관학교에 들어가기 전, 북조지아 농업 대학교 (현재는 북조지아 대학교로 알려짐)에 입학했다. 그는 1909년 반으로 졸업할 수 있었으나 수학 시험 성적이 나빴기 때문에 1년 후 퇴학당했다. 1906년 호지스는 미국 육군에 일병으로 등록했고, 그는 경쟁 시험에서 훌륭한 성적을 받은 지 3년 후 장교로 발령되었다. 그는 필리핀에서 조지 마셜 휘하에 들어가 일했고, 멕시코에서는 조지 S. 패튼 밑에서 일했다.

## 1차 대전과 전간기
그는 제1차 세계 대전 때 제6보병여단과 제5보병사단에서 복무했다. 호지스는 제6보병사단의 중령과 사령관으로 진급했다. 그리고 그는 마른 강에서의 전투를 주도한 영웅심으로 수훈 십자장을 받았다. 전쟁이 끝난 후 그는 웨스트포인트 사관생이 아니었음에도 불구하고 웨스트포인트 학교의 강사가 될 자격을 갖추게 되었다. 그는 1925년 미국 육군지휘참모대학교를 졸업했고, 1934년 미국 육군 보병학교를 졸업했다. 호지스는 1929년부터 1933년까지 베닝 요새의 보병 보호군의 일원이었다. 1938년 그는 미국 육군 보병학교의 보조 교관이 되었고, 1941년 그는 교관이 되었다.

## 2차 세계 대전
1941년 5월 제2차 세계 대전 기간 동안, 그는 소장으로 진급되었고, 그는 여러 직책에 부임하게 되었다. 대표적으로 그는 1942년 미국 제10군단의 군단장이 되어 전선 사령관 직을 받게 되었다. 1943년 10군단과 미국 제3군을 지휘하고 있을 때 그는 영국으로 가게 되어 오마 브래들리 휘하에서 일하게 되었다. 1944년 6월과 7월의 오버로드 작전 기간 동안 호지스는 미국 제1군의 부사령관으로써 브래들리의 사령부 휘하에 들어가게 되었다. 1944년 8월 호지스는 브래들리의 뒤를 이어 제1군의 사령관이 되었는데, 이 때 브래들리는 미국 제12군의 사령관이 되었다. 호지스는 1945년 5월 독일이 항복할 때까지 계속 해서 브래들리와 총사령관 드와이트 아이젠하워 휘하에서 복무했다. 호지스의 병력들은 프랑스 수도인 파리에 도달해 탈환시킨 첫 병력들 중 하나였고, 그는 프랑스, 벨기에, 룩셈부르크를 탈환하며 독일 국경으로까지 적을 밀어붙이는 데 성공했다.
호지스의 군대는 독일 국방군의 아르덴 반격전인 벌지 전투에서 독일군의 반격을 지연시키는데 주요한 역할을 했다. 독일군의 진격이 제1군을 제12군집단과 브래들리 군으로부터 분리시키는 것이었을 때, 그는 몇 주 동안 육군 원수 버나드 몽고메리 장군 휘하의 영국-캐나다군의 제21군집단 사령관 직을 맡았다. 미국 제9군 또한 벌지 전투로 인해 이것을 일시적으로 승인했다. 벌지 전투, 그리고 그 이후 제1군은 아헨 서부 에펠 산맥 인근의 휘르트겐 숲 전투에서 독일군과 치열하게 싸우고 있었다. 수많은 역사학자들이 1944년 9월부터 1945년 봄까지 독일군의 공격으로 인해 수많은 미군이 희생당한 책임을 그에게 돌렸다.
미국 제9기갑사단은 레마겐 전투에서 루덴도르프 다리를 1945년 3월 7일 점령했다. 제1군은 나폴레옹 전쟁 이후 최초로 라인 강을 건넌 독일의 적군이 되었다. 다리가 10일 이후 붕괴되자 제1군은 두 개의 부교를 설치해 라인 강을 건너려고 했다. 그들은 플런더 작전을 3월 23일 개시해 몽고메리의 군대를 기다리며 천천히 진격했다. 한 달 후 호지스의 군대는 엘베강에서 소련의 붉은 군대를 만난 첫 군대가 되었다. 호지스는 1945년 4월 15일 4성 장군이 되었다. 그는 미국 육군 사상 태평양 전쟁에서 육군 원수 더글라스 맥아더 휘하에서 일한 월터 크루거 다음으로 일병에서 4성 장군까지 진급한 인물이었다. 1945년 5월 7일, 유럽에서 2차 세계 대전이 끝난 후, 호지스의 군대는 몰락 작전으로 명명된 일본 침공 작전 때문에 모두 미국으로 귀환해야 했다. 그러나 히로시마와 나가사키에 핵폭탄이 투하되고, 8월 15일 히로히토의 항복 선언 발표로 그는 일본 침공에 참여하지는 않았다.

## 전후 삶
2차 세계 대전 이후 호지스는 제이 요새에서 1949년 3월 퇴역할 때까지 제1군의 사령관 직을 맡았으며 1966년 텍사스주 샌안토니오에서 죽었다.